# Чиллікоті (Айова)
Чиллікоті (англ. Chillicothe) — місто (англ. city) в США, в окрузі Вапелло штату Айова. Населення — 76 осіб (2020).

## Географія
Чиллікоті розташоване за координатами 41°5′9″ пн. ш. 92°31′59″ зх. д. / 41.08583° пн. ш. 92.53306° зх. д. (41.085835, -92.532981).  За даними Бюро перепису населення США в 2010 році місто мало площу 0,62 км², з яких 0,59 км² — суходіл та 0,03 км² — водойми.

## Демографія
Згідно з переписом 2010 року, у місті мешкало 97 осіб у 35 домогосподарствах у складі 21 родини. Густота населення становила 156 осіб/км².  Було 45 помешкань (72/км²).
Расовий склад населення:
| - 100,0 % — білих |

До двох чи більше рас належало 0,0 %. Частка іспаномовних становила 1,0 % від усіх жителів.
За віковим діапазоном населення розподілялося таким чином: 27,8 % — особи молодші 18 років, 62,9 % — особи у віці 18—64 років, 9,3 % — особи у віці 65 років та старші. Медіана віку мешканця становила 35,5 року. На 100 осіб жіночої статі у місті припадало 94,0 чоловіків;  на 100 жінок у віці від 18 років та старших — 100,0 чоловіків також старших 18 років.
Середній дохід на одне домашнє господарство  становив 55 520 доларів США (медіана — 45 536), а середній дохід на одну сім'ю — 60 783 долари (медіана — 45 625). За межею бідності перебувало 25,8 % осіб, у тому числі 46,2 % дітей у віці до 18 років та 0,0 % осіб у віці 65 років та старших.
Цивільне працевлаштоване населення становило 28 осіб. Основні галузі зайнятості: освіта, охорона здоров'я та соціальна допомога — 32,1 %, роздрібна торгівля — 14,3 %, виробництво — 14,3 %.